# Sběratelé kostí
Sběratelé kostí (v anglickém originále Bones) jsou americký televizní seriál, který vysílá televizní stanice Fox, v Česku TV Prima  a na Slovensku TV Markíza. Na televizních obrazovkách objevil poprvé 13. září 2005, a to na stanici FOX Network.
Hlavní seriálová postava Dr. Temperance Brennanová je pojmenována po hrdince knih spisovatelky Kathy Reichs, forenzní antropoložce. Televizní verze postavy je napsaná spíše podle Kathy samotné.

## Obsah seriálu
Seriál vypráví o vyšetřování zločinů, při kterých nelze identifikovat totožnost obětí jinak než analýzou kostí a zbylé tkáně. 
Forenzní antropoložka Temperance Brennanová, ústřední postava a vedoucí týmu fiktivního Jeffersonova Institutu, spolu se svými asistenty provádí ohledání ostatků, zjištěné informace následně předává zvláštnímu agentovi FBI Seeleymu Boothovi, který se stará o dopadení zločinců (tato spolupráce parafrázuje historický vztah mezi FBI a vědci ze Smithsonova institutu). Pořad se primárně odehrává v metropolitní oblasti Washingtonu, D.C., zaměstnanci Jeffersonova Institutu ale byli také povoláni k vyšetřování případů v jiných státech a někdy i zemích, včetně Íránu a Mexika.
Kromě případných případů vražd uvedených v každé epizodě seriál zkoumá pozadí a vztahy svých postav, zejména romantické napětí mezi Brennanovou a Boothem. Důležitou pokračující dynamikou mezi Brennanovou a Boothem je jejich neshoda ohledně vědy a víry. Brennanová zastává vědu, důkazy a ateismus. Booth argumentuje pro intuici, víru a Boha. Jejich vztah je zvýrazněn představením Lance Sweetse, psychologa FBI, který nejen pomáhá informovat při vyšetřování, ale má také sloužit jako prostředník pro Brennanovou a Bootha.
Seriál je znám pro své temné komediální podtóny, které slouží k odlehčení závažnosti intenzivního tématu, kterým jsou lidská těla v pokročilém stavu rozkladu. Zatímco mnoho případů, které vyšetřují, je uzavřeno do jednotlivých epizod a obecně se zabývají vraždami, které jsou motivovány osobními touhami, tým příležitostně vyšetřuje i sériové vrahy – jako je Hrobař, Loutkář, Howard Epps a Gormogon – a politicky obvinění pachatelé, jakým byl Jacob Broadsky.

## Obsazení

### V hlavních rolích vystupují:

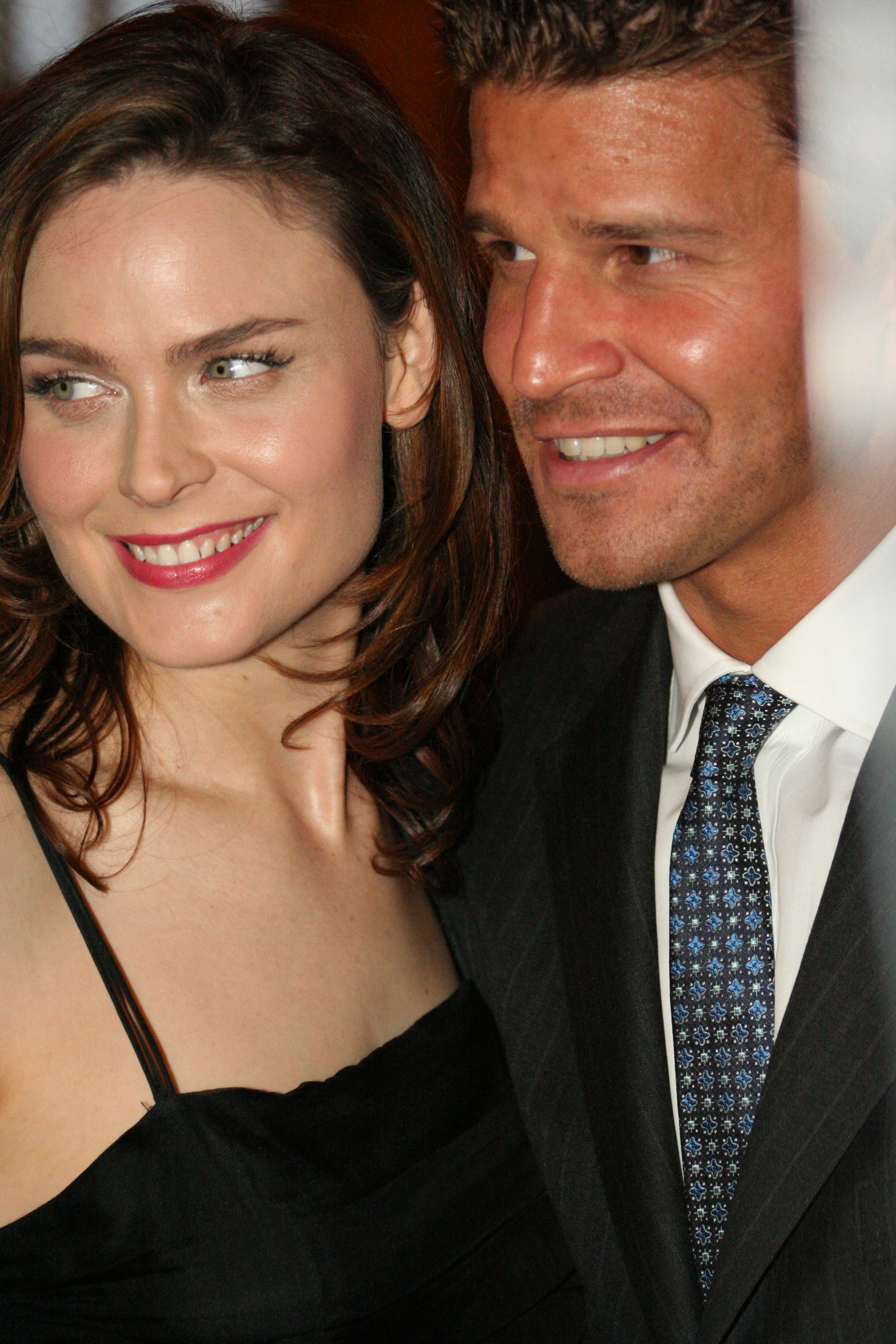
Emily Deschanel a David Boreanaz, 2006

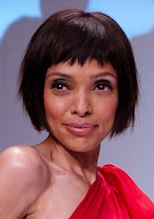
Tamara Taylor, 2012

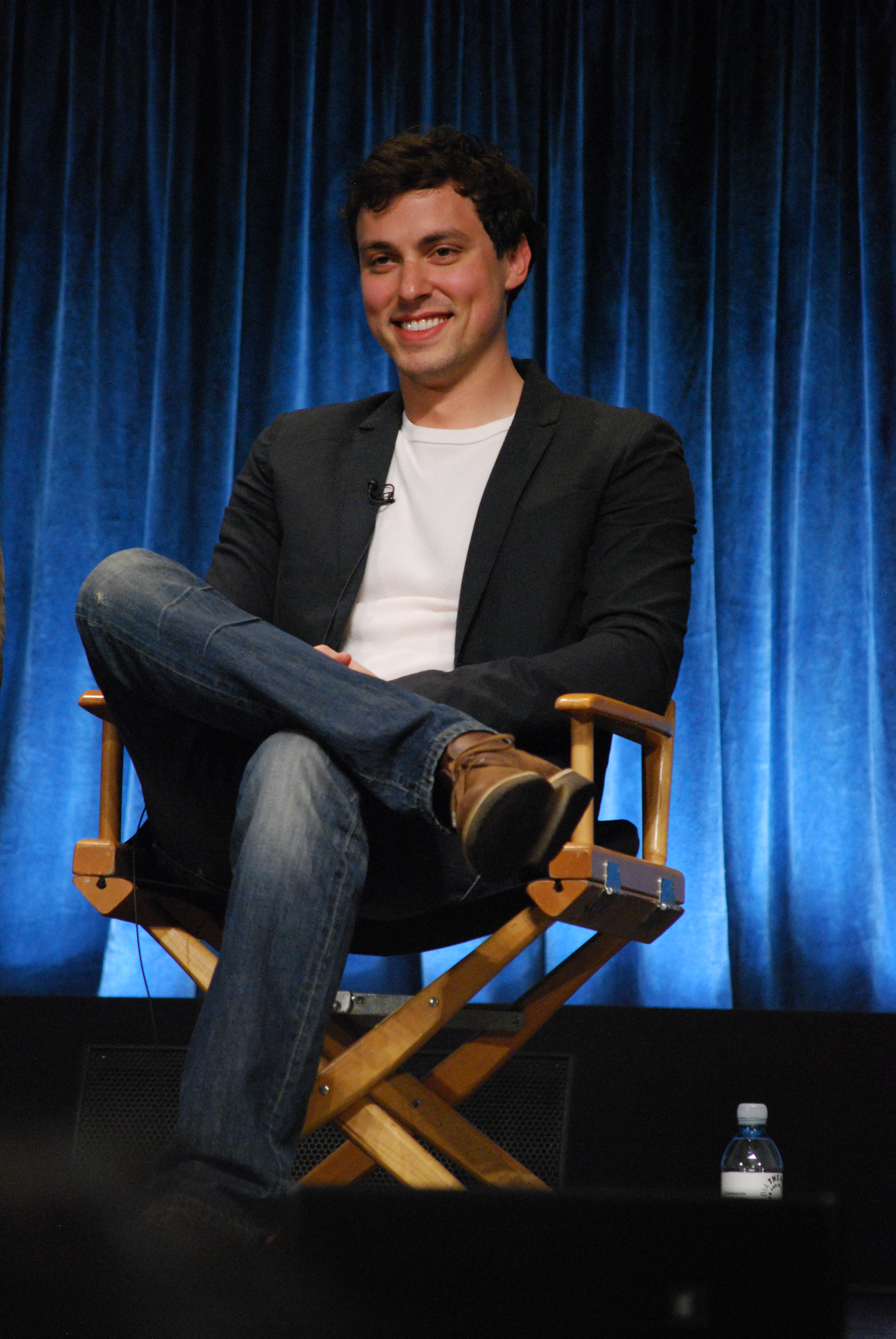
John Francis Daley, 2012

- Emily Deschanel a David Boreanaz, 2006Dr. Temperance "Kůstka" Brennanová, Ph.D. (*10. ledna 1976, rozená Joy Keenanová[1]), ztvárněna Emily Deschanelovou, pracuje jako forenzní antropoložka v Jeffersonově institutu ve Washingtonu, D.C. a je také jedním z nejprodávanějších romanopisců. Její rodné jméno bylo Joy Keenanová, rodné jméno jejího bratra bylo Kyle Keenan. Jejich jména byla změněna jejich rodiči (Maxem Keenanem a Ruth Keenanovou) ve snaze chránit je před nepřáteli z jejich minulosti. Rodiče opustili ji a jejího staršího bratra Russe, když jí bylo patnáct. Přestože je Brennanová odbornicí ve svém oboru, je společensky nešikovná a má omezené znalosti o popkultuře. Temperance spolupracuje s agentem Seeleym Boothem na případech FBI týkajících se nedávno nalezených lidských ostatků. S Boothem se v průběhu seriálu stali párem, v roce 2012 se jim narodila dcera Christine, o rok později se vzali a v roce 2015 se jim narodil syn Hank Booth II,[2] jenž dostal jméno po dědečkovi Seeleyho Bootha.
- Seeley Booth (*12. listopadu 1971[3]), ztvárněn Davidem Boreanazem, je zvláštním agentem FBI a oficiální styčnou osobou v předmětu spolupráce FBI s Jeffersonovým Institutem. Později je také odhaleno, že je přímým potomkem prezidentského vraha Johna Wilkese Bootha, což ho velmi rozčiluje. Jako bývalý armádní odstřelovač se často radí s Dr. Brennanovou a jejím týmem při svých vyšetřováních, kde jeho vřelost slouží jako protipól tvrdého, objektivního a analytického přístupu Dr. Brennanové. V 5. řadě Booth přiznává Dr. Saroyanové, že je zamilovaný do Kůstky. Po synu Parkerovi, jehož matkou je Rebecca Stinsonová[4] se jemu a Dr. Brennanové v 7. řadě seriálu narodila dcera Christine. Následně, v 6. epizodě 8. řady, si Seeley vezme Temperance. Později v 9. řadě, po jeho boji proti zkorumpované vládní skupině, jsou tři zkorumpovaní agenti FBI posláni, aby ho zabili jako varování ostatním. Poté, co se to nepodaří, je obviněn, zatčen a uvězněn za vraždu tří agentů, kteří tam údajně byli jen proto, aby vysloužili zatykač na jeho zatčení. V úvodní epizodě 10. řady, Dr. Brennanová uskutečňuje jeho propuštění, ale noční můra nadále eskaluje, což vede ke smrti jejich spolupracovníka Sweetse. Po zatčení spiklenců zůstává Booth traumatizován a obviňuje se za Sweetsovu smrt. Později v 10. řadě obnovil svou závislost na gamblingu, aby se vyrovnal se svou bolestí, což mělo za následek, že ho Brennanová vykopla z domova. Na začátku 11. řady se jemu Kůstce narodí syn Hank Booth II, jenž dostal jméno po Seeleyho dědečkovi.

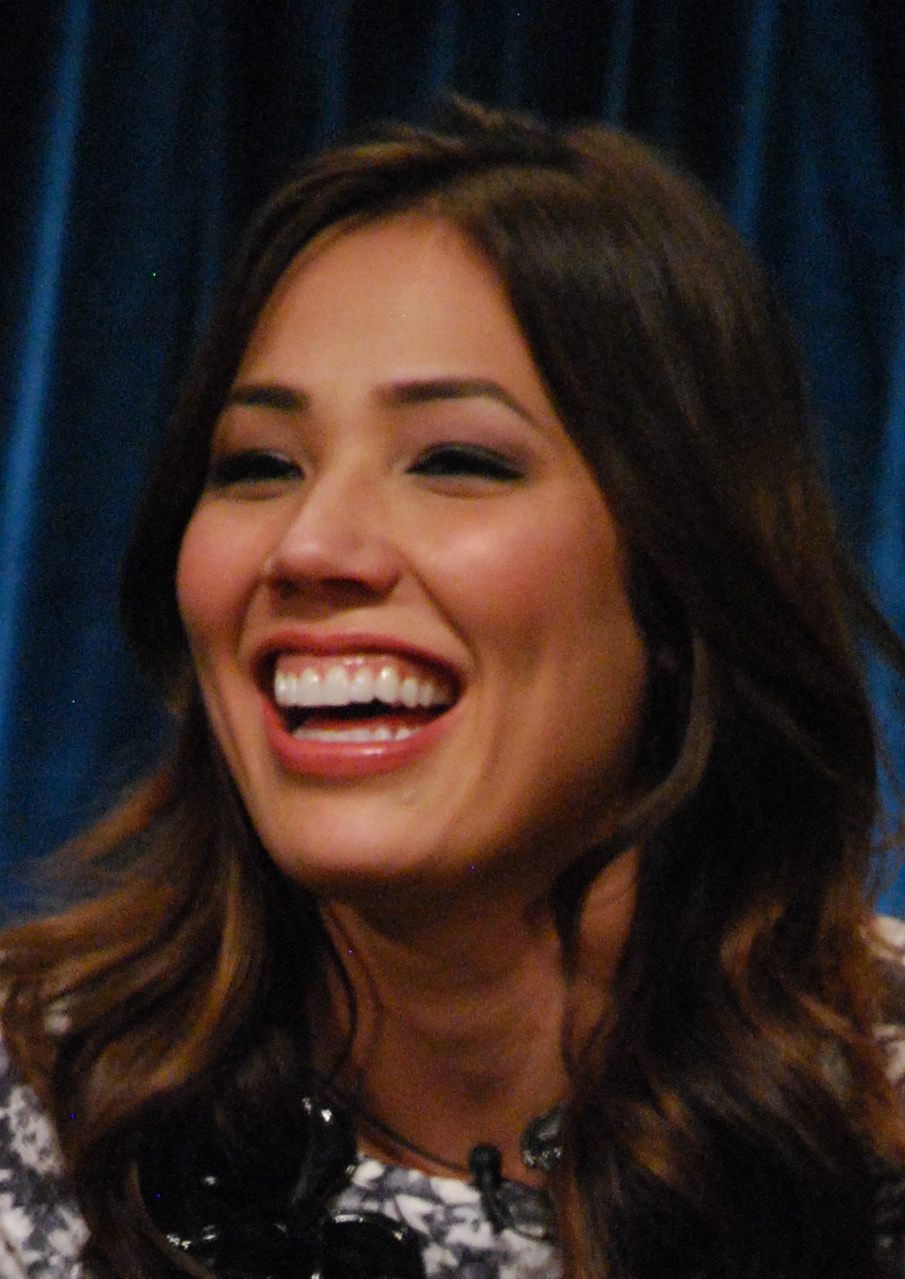
Michaela Conlin, 2012

- Michaela Conlin, 2012Angela Montenegrová (*16. dubna 1976, rozená Pookie Noodlin Pearly-Gates Gibbonsová, celým jménem Angela Pearly-Gates Montenegrová-Hodginsová[5]), ztvárněna Michaelou Conlinovou, je forenzním umělec v Jeffersonově Institutu a nejlepší přítelkyní Dr. Brennanové. V pozdním dospívání si změnila jméno, ale její skutečné jméno zná pouze jedna dívka, její dvojnásobná bývalá, Roxie. Angela je specialistkou týmu rekonstrukci kraniofaciální oblasti a pomocí svého trojrozměrného grafického programu (Angelatronu) dokáže generovat hologramy k simulaci různých scénářů zločinu. Je otevřená, přátelská a starostlivá. Je jednou z mála "vědátorů," o kterých je známo, že jsou citově připoutaní k případům. Kůstka později prohlašuje, že když začala pracovat pro Jeffersonův Institut, musela Angela pořád večírky, aby se vyrovnala s hrůzou své práce. V 9. epizodě 1. řady „Muž v protiatomovém krytu“ (v originále „The Man in the Fallout Shelter“) bylo odhaleno, že Angelin otec je Billy Gibbons, člen kapely ZZ Top. Její prostřední jméno je údajně „Pearly Gates“, což je také jméno kytary Billyho Gibbonse z roku 1959 Les Paul. V 5. řadě se provdá za Dr. Jacka Hodginse. V 6. řadě se jí a Hodginsovi narodil syn Michael Staccat Vincent Hodgins. Po smrti Sweetse a Boothově zatčení začíná být Angela zničená z hrůzy její práce a práce jejího manžela a začíná uvažovat o tom, že v práci nadobro skončí a přestěhuje svou rodinu do Paříže. I když si tam koupí dům, nakonec se rozhodne zůstat poté.

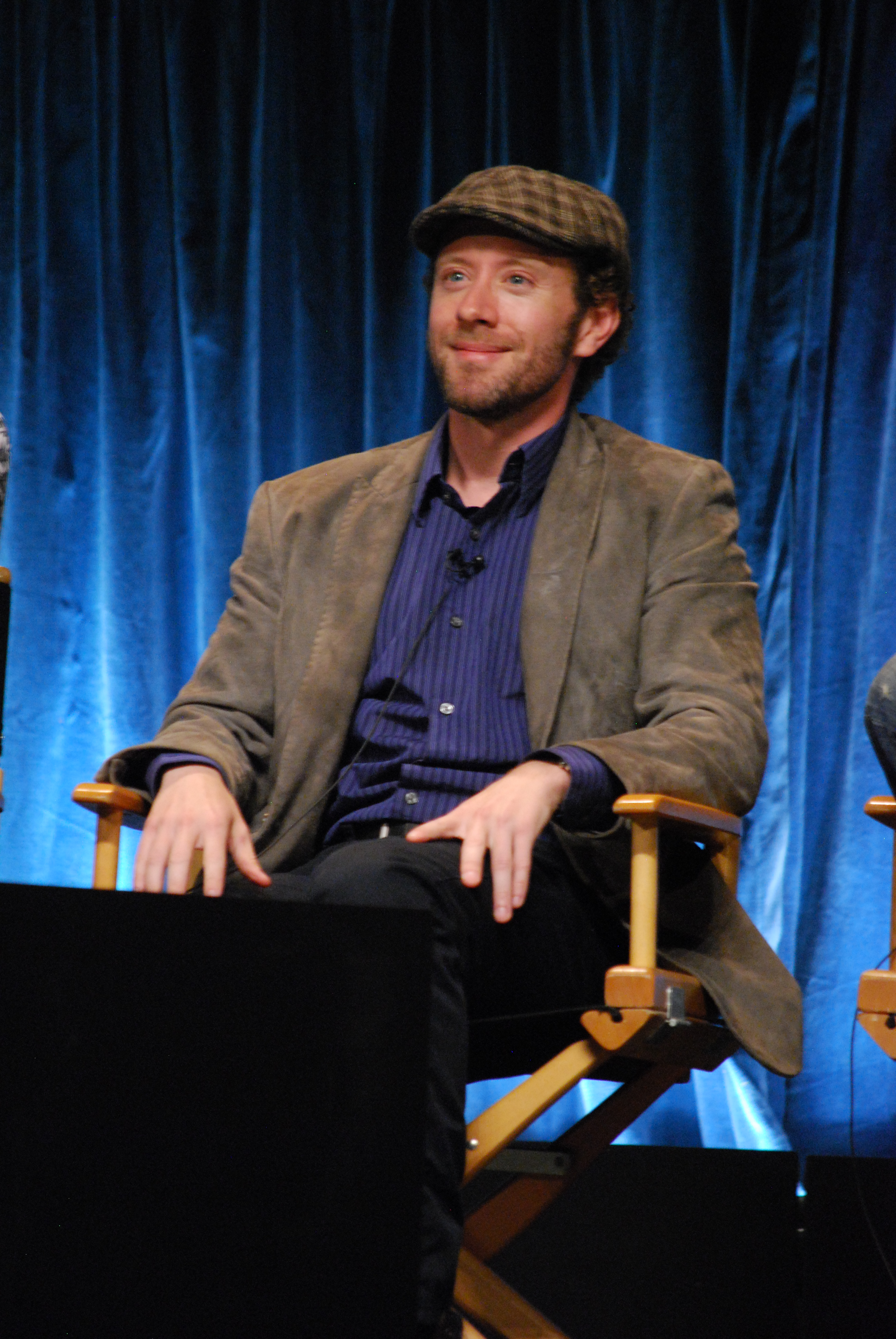
T.J. Thyne, 2012

- T.J. Thyne, 2012Jonathan "Jack" Stanley Hodgins IV, Ph.D. (*16. září 1976[6]), ztvárněn T.J. Thynem, který si přezdívá "Král laborky," je entomolog, mineralog a botanik, jeho koníčkem jsou konspirační teorie. Je jedním z „normálnějších“ lidí ve skupině a snaží se pomoci naučit Zacka, jak být společensky kompetentní. Hodginsova rodina byla extrémně bohatá a on si myslel, že je posledním žijícím dědicem Cantilever Group. Hodgins chce udržet své bohatství v tajnosti, protože chce, aby se s ním zacházelo jako s každým jiným. V 5. řadě se ožení s Angelou Montenegro a v 6. řadě se jemu a Angele narodil syn Michael Staccat Vincent Hodgins. Ve 12. epizodě 8. řady „Mrtvola na nebesích“ (v originále „The Corpse on the Canopy“) Jack ztratí celé své jmění ve prospěch sériového vraha Christophera Pelanta, aby zachránil dívčí školu v afghánské provincii Kandahár, na kterou Pelant namířil General Atomics MQ-9 Reaper. Na konci 8. řady najdou Hodgins a jeden z asistentů Dr. Brennanové,Finn Abernathy, ztracený recept na horkou omáčku Finnovy babičky a společně produkt úspěšně prodají. Hodgins tak získá zpět část svého jmění. V 9. řadě se dozvíme více o Hodginsově rodině, když zjistíme, že není jedináček. Hodgins se rozhodne najít způsob, jak finančně pomoci svému novému členovi rodiny (duševně labilnímu staršímu bratrovi Jeffovi), přestože Hodgins přišel o rodinné jmění. V 15. epizodě 10. řady „Nebezpečná hra“ (v originále „The Eye in the Sky“) Hodgins nezávisle vytvoří nerozbitný materiál poté, co během experimentu zničil několik skleněných kádinek. Během následující epizody se znovu stane milionářem poté, co prodal svůj materiál velké společnosti. Aby Angelu udělal šťastnou, koupí jim dům v Paříži, ale později ho přesvědčí, že je šťastná tam, kde jsou. Rozhodnou se zůstat a pokračovat v tom, co milují v Jeffersonově Institutu.  Ve 22. epizodě 10. řady „Poslední případ “ (v originále „The Next in the Last“) Hodgins získá zpět peníze, které Pelant ukradl, ale rozhodne se je všechny věnovat charitativním organizacím. V 11. sérii je Jack jedním z několika lidí zraněných výbuchem nastražené mrtvoly. Zdánlivě má jen lehká zranění, ale později náhle ztrácí použití nohou. Od této chvíle v seriálu používá invalidní vozík.
- Tamara Taylor, 2012Dr. Camille Saroyanová (*1974[7]), ztvárněna Tamarou Taylorovou, je soudní patoložka a vedoucí soudního oddělení Jeffersonova Institutu. Narodila se a vyrostla v Bronxu a bývala koronerkou v New Yorku. V 8. řadě, když vyšetřovala možnou oběť útoků z 11. září, uvedla, že toho dne podepsala 900 úmrtních listů. V časovém rámci mezi koncem 1. a začátkem 2. řady byla jmenována jako náhrada Dr. Goodmana. Když se Booth zeptal, proč tu práci vzala, řekla, že chce změnu prostředí. Byla představena v 1. epizodě 2. řady, poté, co byla najata Dr. Goodmanem, zatímco Dr. Brennanová byla na dovolené. Zpočátku mají ona a tým nelehký pracovní vztah, protože je praktickou manažerkou a trvá na tom, aby byla neustále informována, ale později k sobě obě strany najdou cestu. Cam měla romantický vztah s Boothem, když byla ještě v New Yorku, který byl nakrátko obnoven ve 2. řadě, dokud se Booth nerozhodl, že jeho „vysokorizikový“ život ohrozil kohokoli z jeho blízkosti. Nikdy ale vysvětleno, jak znala bratry Boothové, protože byli z Pensylvánie a ona z New Yorku. Ve 4. řadě Cam adoptovala Michelle Weltonovou, dospívající dceru jejího bývalého snoubence, jejíž smrt vyšetřoval tým Jeffersonova Institutu. V 8. řadě se ukáže, že je v romantickém vztahu se stážistou Arastoo Vazirim. Cam a Arastoo udržují svůj vztah v tajnosti před všemi kromě Hodginse a Angely až do 18. epizody 8. řady „Mrtvola v sudu“ (v originále „The Survivor in the Soap“), kde Cam řekne svým kolegům z profesionální zdvořilosti, a ve 23. epizodě téže řady „Patogenní zóna“ (v originále „The Pathos in the Pathogen“), kde otevřeně přizná, že je hluboce zamilovaný do Arastooa, když je jeho život ohrožen pozměněným kmenem viru. V 10. řadě začíná Arastoo mluvit o manželství, kterému se Cam ze strachu vyhýbá a odmítá uvažovat. Stane se paranoidní, když se Arastoo musí vrátit do své rodné země navštívit svého umírajícího bratra a je přesvědčená, že se mu stane něco špatného. Arastooa si později vezme.

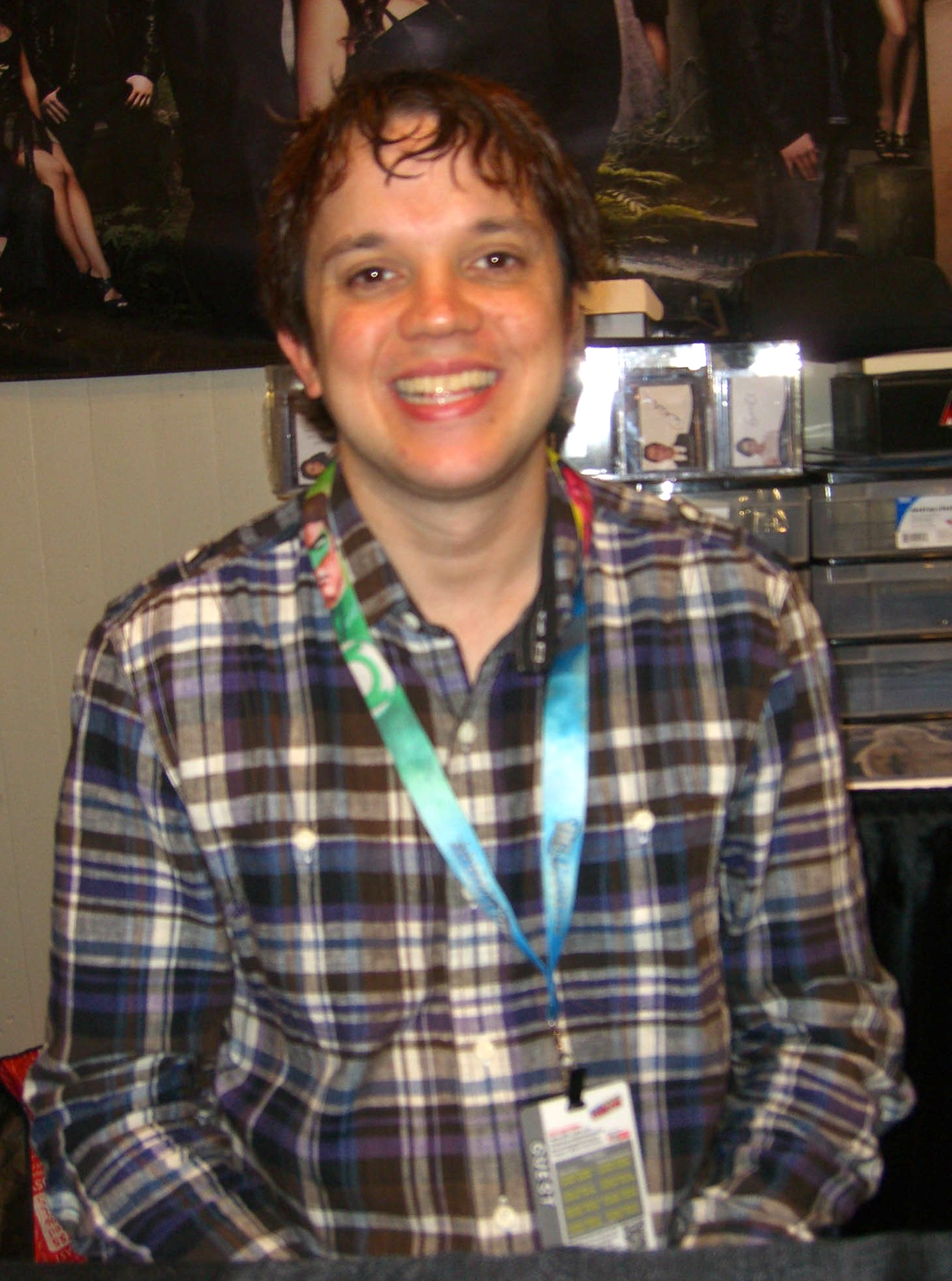
Eric Millegan, 2012

- Eric Millegan, 2012Zachary "Zack" Uriah Addy, Ph.D. (*1981[8]), ztvárněn Ericem Milleganem, je představen jako postgraduální student a stážista a také první asistent Dr. Brennanové. Ve 2. řadě získává doktoráty z forenzní antropologie a aplikovaného inženýrství a připojuje se k týmu Jeffersonova Institutu jako plnohodnotný člen. Stejně jako Dr. Brennanová je neschopen zachytit popkulturní vtipy a odkazy ze strany Bootha, Hodginse a Angely a je zdrojem vtipně trapných momentů v laboratoři, ačkoli ukázal, že má i jiné „normální“ koníčky, jakými jsou jeho zájem o basketbal a touha být vystudovaným zpěvákem. Opakujícím se prvkem v seriálu je jeho přátelské soupeření s Hodginsem o titul Krále laborky. Zack je odvolán ze své pozice v posledním díle 3. řady „Smutná pravda“ (v originále „The Pain in the Heart“), když je odhaleno, že je učedníkem sériového vraha Gormogona. Po odvolání z týmu Jeffersonova Institutu pobýval Zack v psychiatrickém zařízení poté, co prosil, že je nepříčetný, aby se vyhnul trestu odnětí svobody. Na konci 11. řady Zack uteče ze zařízení poté, co je podezřelý, že je dalším sériovým vrahem zvaným "Loutkář". Na začátku 12. řady je Zack zproštěn viny, když se prokáže, že vrahem je jeho lékař. Hlavní děj 12. řady poté osvobozuje Zacka, když je v předposlední epizodě celého seriálu „Jeden den v životě “ (v originále „A Day in the Life“) zproštěn viny z vraždy díky pomoci Hodginse, Dr. Brennanové a Caroline Julianové.
- John Francis Daley, 2012Dr. Lance Sweets (*1985 †2014[9]), ztvárněn Johnem Francisem Daleym, byl psychologem FBI přiděleným agentu Boothovi a Dr. Brennanové poté, co Booth zatkne jejího otce. Často vytvářel profil podezřelých a poskytloval „humanitálnější“ pohled na případ. Kvůli svému věku se k němu Booth a tým z Jeffersonova Institutu zpočátku chovají blahosklonně, nakonec si ale získá jejich respekt a zpřátelí se s nimi. Měl vztah se stážistkou Daisy Wickovou. Na začátku 10. řady se ukázalo, že Daisy a on čekají dítě, jenže brzy poté je Lance smrtelně napaden při výkonu služby. Umírá s Boothem a Brennanovou po jeho boku.
- James Aubrey (*1987[10]), ztvárněn Johnem Boydem, je mladý zvláštní agent FBI pracující po Boothově boku po Sweetsově smrti. Původně se Aubrey snaží získat Boothovu důvěru, protože se s ním Booth zdráhá spolupracovat kvůli jeho nezkušenosti, nakonec je ale Boothem i zbytkem týmu Jeffersonova Institutu přijat. Když byl James dítě, jeho otec byl investičním makléřem, který podváděl své klienty a uprchl ze země, opustil Aubreyho a jeho matku a nenechal jim nic. V 11. řadě se zjistí, že Aubreyho otec je zpět v zemi. Ve 12. řadě Jamese jeho otec konečně osloví a žádá ho o peníze. Aubrey ho udá. Na konci 12. řady nejdříve James přijme nabídku povýšení na speciálního agenta v Los Angeles, na toto místo však nenastoupí, jelikož se rozhodne přijmout nabídku na podobnou pozici ve Washingtonu, D.C.
- Dr. Daniel Goodman, ztvárněn Jonathanem Adamsem, byl v 1. řadě seriálu ředitelem Jeffersonova Institutu, je archeologem a má odborné znalosti v oblasti náboženských a jiných artefaktů. Je milujícím manželem a otcem pětiletých dvojčat. Jeho způsob práce vede Hodginse k tomu, že si o něm myslí, že je subjektivní, zdlouhavý a postrádá kvality čistého vědce. Antagonismus mezi nimi se však postupem sezóny vyvine v přátelské soupeření.

### Obsazení podle jednotlivých řad
| Postava                            | Herec                    | Český dabing | Řady            | Řady            | Řady            | Řady            | Řady            | Řady            | Řady            | Řady            | Řady            | Řady            | Řady            | Řady            |
| Postava                            | Herec                    | Český dabing | 1               | 2               | 3               | 4               | 5               | 6               | 7               | 8               | 9               | 10              | 11              | 12              |
| Hlavní postavy                     | Hlavní postavy           | Hlavní postavy | Hlavní postavy  | Hlavní postavy  | Hlavní postavy  | Hlavní postavy  | Hlavní postavy  | Hlavní postavy  | Hlavní postavy  | Hlavní postavy  | Hlavní postavy  | Hlavní postavy  | Hlavní postavy  | Hlavní postavy  |
| ---------------------------------- | ------------------------ | --- | --------------- | --------------- | --------------- | --------------- | --------------- | --------------- | --------------- | --------------- | --------------- | --------------- | --------------- | --------------- |
| Temperance Brennanová              | Emily Deschanel          | Kateřina Lojdová | hlavní          | hlavní          | hlavní          | hlavní          | hlavní          | hlavní          | hlavní          | hlavní          | hlavní          | hlavní          | hlavní          | hlavní          |
| Seeley Booth                       | David Boreanaz           | Martin Stránský | hlavní          | hlavní          | hlavní          | hlavní          | hlavní          | hlavní          | hlavní          | hlavní          | hlavní          | hlavní          | hlavní          | hlavní          |
| Angela Montenegrová                | Michaela Conlin          | Jitka Moučková (1. - 8. řada) Zuzana Ščerbová (9. - 12. řada)                                                                                | hlavní          | hlavní          | hlavní          | hlavní          | hlavní          | hlavní          | hlavní          | hlavní          | hlavní          | hlavní          | hlavní          | hlavní          |
| Jack Hodgins                       | T. J. Thyne              | Pavel Tesař (1. - 8. řada) Ivan Jiřík (9. - 12. řada)                                                                                        | hlavní          | hlavní          | hlavní          | hlavní          | hlavní          | hlavní          | hlavní          | hlavní          | hlavní          | hlavní          | hlavní          | hlavní          |
| Camille Saroyan                    | Tamara Taylor            | Jana Mařasová | Does not appear | hlavní          | hlavní          | hlavní          | hlavní          | hlavní          | hlavní          | hlavní          | hlavní          | hlavní          | hlavní          | hlavní          |
| Zack Addy                          | Eric Millegan            | Radek Hoppe | hlavní          | hlavní          | hlavní          | vedlejší        | hostující       | Does not appear | Does not appear | Does not appear | Does not appear | Does not appear | hostující       | vedlejší        |
| Lance Sweets (†)                   | John Francis Daley       | Michal Holán | Does not appear | Does not appear | hlavní          | hlavní          | hlavní          | hlavní          | hlavní          | hlavní          | hlavní          | hlavní          | Does not appear | Does not appear |
| James Aubrey                       | John Boyd                | Marek Holý | Does not appear | Does not appear | Does not appear | Does not appear | Does not appear | Does not appear | Does not appear | Does not appear | Does not appear | hlavní          | hlavní          | hlavní          |
| Daniel Goodman                     | Jonathan Adams           | Ivan Jiřík | hlavní          | Does not appear | Does not appear | Does not appear | Does not appear | Does not appear | Does not appear | Does not appear | Does not appear | Does not appear | Does not appear | Does not appear |
| Vedlejší postavy                   |                          | |                 |                 |                 |                 |                 |                 |                 |                 |                 |                 |                 |                 |
| Max Brennan                        | Ryan O'Neal              | Pavel Šrom | Does not appear | vedlejší        | vedlejší        | vedlejší        | vedlejší        | vedlejší        | vedlejší        | vedlejší        | vedlejší        | vedlejší        | vedlejší        | vedlejší        |
| Caroline Julianová                 | Patricia Belcher         | Jaroslava Brousková (1. řada) Jaroslava Obermaierová (2. - 5. řada) Ludmila Zábršová-Molínová (6. - 8. řada) Jana Hermachová (9. - 12. řada) | vedlejší        | vedlejší        | vedlejší        | vedlejší        | vedlejší        | vedlejší        | vedlejší        | vedlejší        | vedlejší        | vedlejší        | vedlejší        | vedlejší        |
| Parker Booth                       | Ty Panitz                | David Štěpán | vedlejší        | vedlejší        | vedlejší        | vedlejší        | vedlejší        | vedlejší        | vedlejší        | Does not appear | vedlejší        | Does not appear | Does not appear | Does not appear |
| Parker Booth                       | Gavin MacIntosh          | Robin Pařík | Does not appear | Does not appear | Does not appear | Does not appear | Does not appear | Does not appear | Does not appear | Does not appear | Does not appear | Does not appear | vedlejší        | vedlejší        |
| Christine Boothová                 | Ali a Suzanne Hartmanovy | – | Does not appear | Does not appear | Does not appear | Does not appear | Does not appear | Does not appear | vedlejší        | vedlejší        | Does not appear | Does not appear | Does not appear | Does not appear |
| Christine Boothová                 | Sunnie Pelantová         | Klára Nováková | Does not appear | Does not appear | Does not appear | Does not appear | Does not appear | Does not appear | Does not appear | Does not appear | vedlejší        | vedlejší        | vedlejší        | vedlejší        |
| Hank Booth II                      | –                        | – | Does not appear | Does not appear | Does not appear | Does not appear | Does not appear | Does not appear | Does not appear | Does not appear | Does not appear | Does not appear | vedlejší        | vedlejší        |
| Russ Brennan                       | Loren Dean               | Marek Libert (1. řada) Michal Holán (2. řada) Jakub Saic (3. řada)                                                                           | vedlejší        | vedlejší        | vedlejší        | Does not appear | Does not appear | Does not appear | Does not appear | Does not appear | Does not appear | Does not appear | Does not appear | Does not appear |
| Zaměstnanci Jeffersonova institutu |                          | |                 |                 |                 |                 |                 |                 |                 |                 |                 |                 |                 |                 |
| Clark Edison                       | Eugene Byrd              | Marek Libert (1. epizoda 3. řady) Petr Burian (13. epizoda 3. řady - 12. řada)                                                               | Does not appear | Does not appear | vedlejší        | vedlejší        | vedlejší        | vedlejší        | vedlejší        | vedlejší        | vedlejší        | vedlejší        | vedlejší        | vedlejší        |
| Vincent Nigel-Murray (†)           | Ryan Cartwright          | Radek Škvor (4. a 6. řada) Bohumil Švarc ml. (5. řada)                                                                                       | Does not appear | Does not appear | Does not appear | vedlejší        | vedlejší        | vedlejší        | Does not appear | Does not appear | Does not appear | Does not appear | Does not appear | Does not appear |
| Wendell Bray                       | Michael Grant Terry      | Vojtěch Hájek (4. epizoda 4. řady) Pavel Vondrák (25. epizoda 4. řady) Marek Holý (6. a 10. epizoda 4. řady) Marek Libert (zbylé epizody)    | Does not appear | Does not appear | Does not appear | vedlejší        | vedlejší        | vedlejší        | vedlejší        | vedlejší        | vedlejší        | vedlejší        | vedlejší        | vedlejší        |
| Colin Fisher                       | Joel David Moore         | Marek Libert (4. - 8. řada) Ivo Hrbáč (9. a 11. řada)                                                                                        | Does not appear | Does not appear | Does not appear | vedlejší        | vedlejší        | vedlejší        | vedlejší        | vedlejší        | vedlejší        | Does not appear | vedlejší        | vedlejší        |
| Arastoo Vaziri                     | Pej Vahdat               | Ernesto Čekan(4. - 8. a 11. - 12. řada) Petr Gelnar (9. - 10. řada)                                                                          | Does not appear | Does not appear | Does not appear | vedlejší        | vedlejší        | vedlejší        | vedlejší        | vedlejší        | vedlejší        | vedlejší        | vedlejší        | vedlejší        |
| Daisy Wicková                      | Carla Gallo              | Anna Suchánková | Does not appear | Does not appear | Does not appear | vedlejší        | vedlejší        | vedlejší        | vedlejší        | vedlejší        | vedlejší        | vedlejší        | vedlejší        | vedlejší        |
| Douglas Filmore                    | Scott Lowell             | Jan Vondráček(6. řada) Pavel Šrom (7. řada) Svatopluk Schuller (9. řada)                                                                     | Does not appear | Does not appear | Does not appear | Does not appear | Does not appear | vedlejší        | vedlejší        | Does not appear | vedlejší        | Does not appear | Does not appear | Does not appear |
| Finn Abernathy                     | Luke Kleintank           | Ondřej Gregor Brzobohatý (7. - 8. řada) Oldřich Hajlich (9. řada)                                                                            | Does not appear | Does not appear | Does not appear | Does not appear | Does not appear | Does not appear | vedlejší        | vedlejší        | vedlejší        | Does not appear | Does not appear | Does not appear |
| Oliver Wells                       | Brian Klugman            | Marek Holý (8. řada) Jakub Saic (9. - 10 řada) Jiří Ployhar (4. epizoda 11. řady) Petr Gelnar (15. a 19. epizoda 11. řady)                   | Does not appear | Does not appear | Does not appear | Does not appear | Does not appear | Does not appear | Does not appear | vedlejší        | vedlejší        | vedlejší        | vedlejší        | Does not appear |
| Rodolfo Fuentes                    | Ignacio Serricchio       | Ivo Hrbáč | Does not appear | Does not appear | Does not appear | Does not appear | Does not appear | Does not appear | Does not appear | Does not appear | vedlejší        | vedlejší        | vedlejší        | vedlejší        |
| Jessica Warrenová                  | Laura Spencer            | Terezie Taberyová | Does not appear | Does not appear | Does not appear | Does not appear | Does not appear | Does not appear | Does not appear | Does not appear | vedlejší        | vedlejší        | vedlejší        | vedlejší        |

## Vysílání
| Řada | Díly | Premiéra v USA    | Premiéra v USA    | Premiéra v ČR     | Premiéra v ČR     |
| Řada | Díly | První díl         | Poslední díl      | První díl         | Poslední díl      |
| ---- | ---- | ----------------- | ----------------- | ----------------- | ----------------- |
| 1    | 22   | 13. září 2005     | 17. května 2006   | 3. ledna 2007     | 30. května 2007   |
| 2    | 21   | 30. srpna 2006    | 16. května 2007   | 6. června 2007    | 24. října 2007    |
| 3    | 15   | 25. září 2007     | 19. května 2008   | 9. září 2009      | 16. prosince 2009 |
| 4    | 26   | 3. září 2008      | 14. května 2009   | 18. srpna 2010    | 24. února 2011    |
| 5    | 22   | 17. září 2009     | 20. května 2010   | 3. března 2011    | 31. května 2011   |
| 6    | 23   | 23. září 2010     | 19. května 2011   | 10. dubna 2012    | 2. října 2012     |
| 7    | 13   | 3. listopadu 2011 | 14. května 2012   | 9. října 2012     | 22. ledna 2013    |
| 8    | 24   | 17. září 2012     | 29. dubna 2013    | 8. října 2013     | 18. března 2014   |
| 9    | 24   | 16. září 2013     | 16. května 2014   | 30. prosince 2014 | 16. června 2015   |
| 10   | 22   | 25. září 2014     | 11. června 2015   | 15. prosince 2015 | 10. května 2016   |
| 11   | 22   | 1. října 2015     | 21. července 2016 | 28. března 2017   | 22. srpna 2017    |
| 12   | 12   | 3. ledna 2017     | 28. března 2017   | 30. ledna 2018    | 4. dubna 2018     |